# Châu Thành, Đồng Tháp
Châu Thành là một xã thuộc tỉnh Đồng Tháp, Việt Nam.

## Địa lý
Xã Châu Thành có vị trí địa lý:
- Phía đông giáp xã Lương Hòa Lạc và Mỹ Tịnh An.
- Phía tây giáp xã Long Hưng.
- Phía nam giáp phường Trung An và Đạo Thạnh.
- Phía bắc giáp xã Tân Hương.

Xã Châu Thành có diện tích 24,28 km², dân số năm 2025 là 57.070 người, mật độ dân số đạt 2.350 người/km².

## Lịch sử
Ngày 16 tháng 6 năm 2025, Ủy ban Thường vụ Quốc hội ban hành Nghị quyết số 1663/NQ-UBTVQH15 về việc sắp xếp các đơn vị hành chính cấp xã của tỉnh Đồng Tháp năm 2025. Theo đó, sắp xếp toàn bộ diện tích tự nhiên, quy mô dân số của thị trấn Tân Hiệp và các xã Thân Cửu Nghĩa, Long An thành xã mới có tên gọi là xã Châu Thành.
Sau khi sáp nhập, xã Châu Thành có 24,28 km² diện tích tự nhiên và dân số 57.070 người.